# David Casademunt Izquierdo
David Casademunt Izquierdo (Barcelona, 1984) és un director de cinema i guionista barceloní, conegut principalment per dirigir el llargmetratge El páramo de Netflix.

## Trajectòria
Després de la seva graduació a l'ESCAC en l'especialitat de direcció, va iniciar la seva carrera dirigint vídeos musicals i anuncis. El seu projecte final de carrera és el curtmetratge en 35mm Jingle Bells, protagonitzat per Emma Vilarasau. Va obtenir 24 premis i va ser seleccionat en la 56a edició del Festival Internacional de Cinema de Sant Sebastià.
Ha dirigit videoclips per Pablo Alborán, Antonio Orozco, Luis Fonsi, Chenoa, Nena Daconte, Love of Lesbian, The Pinker Tones i Manuel Carrasco de la mà de les productores Fitzcarraldo Films i Rollout.
El 2015 codirigeix al costat de Joan Capdevila el documental Rumba Tres. De ida y vuelta, basat en la vida del grup Rumba Tres, amb el que va guanyar el primer premi sl festival In-Edit 2015. El 2018 participa al TIFF Filmmaker Lab del Festival Internacional de Cinema de Toronto amb el projecte en desenvolupament La Bestia, que posteriorment es titularia El Páramo.
El 2022 estrena la seva opera prima, El Páramo, un llargmetratge original de Netflix produït per Rodar y Rodar. El llargmetratge és protagonitzat per Inma Cuesta, Roberto Álamo i Asier Flores i va tenir la seva première en la Secció Oficial del LIV Festival Internacional de Cinema Fantàstic de Catalunya 2021.  Durant dues setmanes va ser la pel·lícula de parla no anglesa més vista a tot el món, amb 8.000.000 d'espectadors.